# Андрій (Абрамчук)
Андрій (в миру — Абрамчук Степан Васильович; нар. 21 січня 1949, Тисмениця) — архієрей Православної церкви України (до 15 грудня 2018 року — Української автокефальної православної церкви), митрополит Галицький, священноархімандрит Спасо-Преображенського Угорницького монастиря.

## Життєпис
Народився 21 січня 1949 року в м. Тисмениця Івано-Франківської області в сім'ї робітника. В 1965 р. закінчив Тисменицьку середню школу, а в 1968 р. Городенківське ПТУ № 1. До 1971 р. працював у Тисменицькому відділенні сільгосптехніки. У 
1971—1975 рр. навчався в Одеській духовній семінарії. 21 вересня 1974 р. Митрополитом Одеським Сергієм (Петровим) висвячений в сан диякона. 14 жовтня 1974 р. Митрополитом Одеським Сергієм (Петровим) висвячений в сан священника з обітом безшлюбності.
У 1975—1983 рр. — служіння в Івано-Франківській єпархії; 1975—1979 рр. — в с.Мединя Галицького району; 1979—1982 рр. — в м.Галич; 1982—1983 рр. — в кафедральному соборі м.Івано-Франківська.
У 1983 р. закінчив Московську духовну академію (заочно). У цьому ж році направлений для пастирського служіння в патріарших приходах Канади. У 1986 р. повернувся в Івано-Франківську єпархію. У 1988 р. — настоятель кафедрального собору м. Івано-Франківська. 22 січня 1990 р. на Соборі в м.Галич вийшов з-під юрисдикції Московської патріархії. У квітні 1990 р. прийняв чернечий постриг з іменем Андрій.

## Єпископське служіння
7 квітня 1990 р. прийняв хіротонію в єпископа Івано-Франківського і Коломийського УАПЦ в с.Підгайчики Коломийського району. Хіротонію звершили: Іоан (Боднарчук), Василій (Боднарчук) та Вікентій (Чекалін).
6 червня 1990 р. на Всеукраїнському соборі УАПЦ був піднесений в сан архиєпископа, в січні 1992 р. патріархом Мстиславом піднесений в сан митрополита Галицького.
Архієрейським собором від 23 жовтня 1993 року призначений головою Комісії Української православної церкви Київського патріархату по канонізації і членом Священного синоду.
14 листопада 1995 р. Київський патріархат УАПЦ призначає його головою комісії із діалогу про об'єднання в єдину Українську помісну Православну церкву і головою Статутної комісії.
19 лютого 1996 р., за внесок у розбудову Української православної церкви та 25-річчя служіння в священницькому сані, нагороджений Патріархом Київським і всієї України УАПЦ Димитрієм правом носіння другої панагії.
За період відродження УАПЦ з 1990 р. в Івано-Франківській єпархії, очолюваній Митрополитом Андрієм, побудовано й освячено 101 храм, засновано Духовну семінарію, яку закінчило 272 вихованці, із яких 234 в священничому сані.
З 1997 року діє Вища богословська академія із стаціонарним і заочним навчанням.
З 2001 р., з благословення митрополита Андрія, відроджено чернече життя в Угорницькому Спасо-Преображенському чоловічому монастирі, а також видаються єпархіальний журнал «Рідна Церква» та парафіяльна газета «Світ Духовності».
Благодійну місію здійснює Івано-Франківське Обласне Православне Братство «Св. ап. Андрія Первозванного» та товариство «Св. Володимира Великого».
При кафедральному соборі «Святої Покрови» існує архієрейський хор, який бере активну участь в конкурсах духовної пісні в Україні та за її межами. Так, у 2000 році хор взяв участь в I-й міжнародній олімпіаді хорового співу в м. Лінці (Австрія). Із 360 співучих колективів більше ніж 60 країн світу, хор виборов почесне третє місце й бронзову медаль номінації «Сакральне мистецтво».
Єпархія бере участь у різних симпозіумах на вищих рівнях, а також продовжує діалог, щоб в Україні була Єдина помісна православна церква, котра зможе забезпечити високу духовність, мир і злагоду в Україні.
З 21 листопада 2010 року з благословення митрополита Андрія почав діяти Свято-Михайлівський чоловічий монастир в с.Підмихайля Калуського району.
З жовтня по грудень 2016 року виконував обов'язки керуючого Тернопільської єпархії УАПЦ, замінюючи архієпископа Мстислава (Гука), якого після скандалу відправили в монастир на покаяння.
15 грудня 2018 року разом із усіма іншими архієреями УАПЦ взяв участь у Об'єднавчому соборі в храмі Святої Софії.
18 лютого 2019 року у Манявському скиті взяв участь у молебні в честь дарування томосу ПЦУ. Того ж дня був нагороджений президентом Петром Порошенком Орденом «За заслуги» II ступеня.

## Нагороди
- Орден князя Ярослава Мудрого V ст. (22 липня 2008) — за вагомий особистий внесок у розвиток духовності в Україні, багаторічну плідну церковну діяльність та з нагоди 1020-річчя хрещення Київської Русі[3]
- Орден «За заслуги» II ст. (13 січня 2019) — за значний внесок в утвердження духовності, милосердя та міжконфесійної злагоди, вагомі особисті заслуги у розбудові незалежної Православної Церкви України, багаторічне сумлінне служіння Українському народові[4][2]
- Орден «За заслуги» III ст. (15 травня 2003) — за вагомий особистий внесок у відродження духовності, утвердження ідей милосердя і злагоди в суспільстві, активну миротворчу та благодійну діяльність[5]
- Нагороджений церковною нагородою — орденом Андрія Первозванного I-го ступеня; почесним знаком голови Івано-Франківської обласної державної адміністрації та голови Івано-Франківської обласної ради, відзнакою Спілки Офіцерів України «Хрест Заслуги», «Срібним Хрестом за заслуги другої кляси» (нагорода Головної Управи Об'єднання бувших Вояків Українців у Великій Британії), відзнакою Українського козацтва — орденом «За розбудову України», а також багатьма почесними грамотами, подяками за духовну працю та відбудову Святої Української Церкви й відродження незалежної України.